# Coupe de Suisse de football 1941-1942
Navigation
Édition précédente Édition suivante
La Coupe de Suisse 1941-1942 est la dix-septième édition de la Coupe de Suisse. Le Grasshopper Club Zurich remporte son neuvième titre en battant en finale le FC Bâle.

## Compétition

### Quarts de finale
Les quarts de finale ont lieu du 22 mars 1942.
| Équipe 1           | Résultat | Équipe 2                |
| ------------------ | -------- | ----------------------- |
| FC Bâle            | 1 - 1    | FC Lugano               |
| Cantonal Neuchâtel | 0 - 6    | Lausanne-Sports         |
| FC Lucerne         | 0 - 2    | Grasshopper Club Zurich |
| FC Zurich          | 2 - 3    | FC Granges              |

- Le FC Bâle est qualifié par tirage au sort.

### Demi-finales
Les demi-finales ont lieu le 29 mars 1942.
| Équipe 1                | Résultat | Équipe 2        |
| ----------------------- | -------- | --------------- |
| Grasshopper Club Zurich | 2 - 1    | Lausanne-Sports |
| FC Bâle                 | 0 - 0    | FC Granges      |

Match rejoué le 4 avril 1942 :
| Équipe 1   | Résultat | Équipe 2 |
| ---------- | -------- | -------- |
| FC Granges | 0 - 2    | FC Bâle  |

### Finale
| 6 avril 1942 | Grasshopper Club Zurich | 0 - 0   | FC Bâle | Stade du Wankdorf, Berne |                      |
|              |                         | (0 - 0) |         | Spectateurs : 17 000     | Spectateurs : 17 000 |

Match d'appui :
| 25 mai 1942 | Grasshopper Club Zurich | 3 - 2   | FC Bâle | Stade du Wankdorf, Berne |                      |
|             |                         | (0 - 2) |         | Spectateurs : 14 000     | Spectateurs : 14 000 |